# Sphaeroniscus tukeitanus
Sphaeroniscus tukeitanus is een pissebed uit de familie Scleropactidae. De wetenschappelijke naam van de soort is voor het eerst geldig gepubliceerd in 1936 door Willard Gibbs Van Name.